# Интерлейкин 15

Интерлейкин 15 (англ. Interleukin-15, IL-15) — цитокин, имеющий структурную схожесть с ИЛ-2. ИЛ-15 продуцируется мононуклеарными фагоцитами в ответ на инфицирование вирусами. Интерлейкин-15 необходим для пролиферации естественных киллеров.

## Экспрессия
Интерлейкин 15 конститутивно экспрессируется моноцитами, макрофагами, дендритными клетками, кератиноцитами, фибробластами и клетками нервной ткани .

## Функции
Интерлейкин 15 (IL-15) регулирует активацию и пролиферацию Т-лимфоцитов и естественных киллеров. Сигналы, которые поддерживают выживание Т-клеток памяти в отсутствие антигена обеспечиваются ИЛ-15. В лимфоцитах грызунов, ИЛ-15 предотвращает апоптоз, индуцируя экспрессию ингибитора апоптоза BCL2L1/BCL-x (L).